# Angelo Marcò
Angelo Marcò detto Angelo da Corteselle (XVI secolo – dopo il 1578) è stato un ingegnere italiano.
Attivo come architetto, o meglio come proto, nella città di Venezia, è ricordato come esercitante la sua professione nel 1567 in quella città. Divenuto piuttosto famoso, al seguito di Francesco Sansovino fu uno dei quindi architetti interpellati al riguardo della ristrutturazione del Palazzo Ducale di Venezia, colpito nel 1577 da un incendio. 